# Kapisa (provins)
Kapisa-provinsen er en af Afghanistans 34 provinser. Den liggeri den østlige del af landet. Administrationscenteret er Mahmud-i-Raqi. Befolkningen er på knap en halv million, og området har et areal på 1842 km².
Kapisa er inddelt 6 distrikter:
- Koh Band
- Kohistan
- Mahmud-e Raghi
- Nidschrab
- Tagab
- Alasai

35°00′N 69°42′Ø / 35.0°N 69.7°Ø